# Caméra tyrolienne

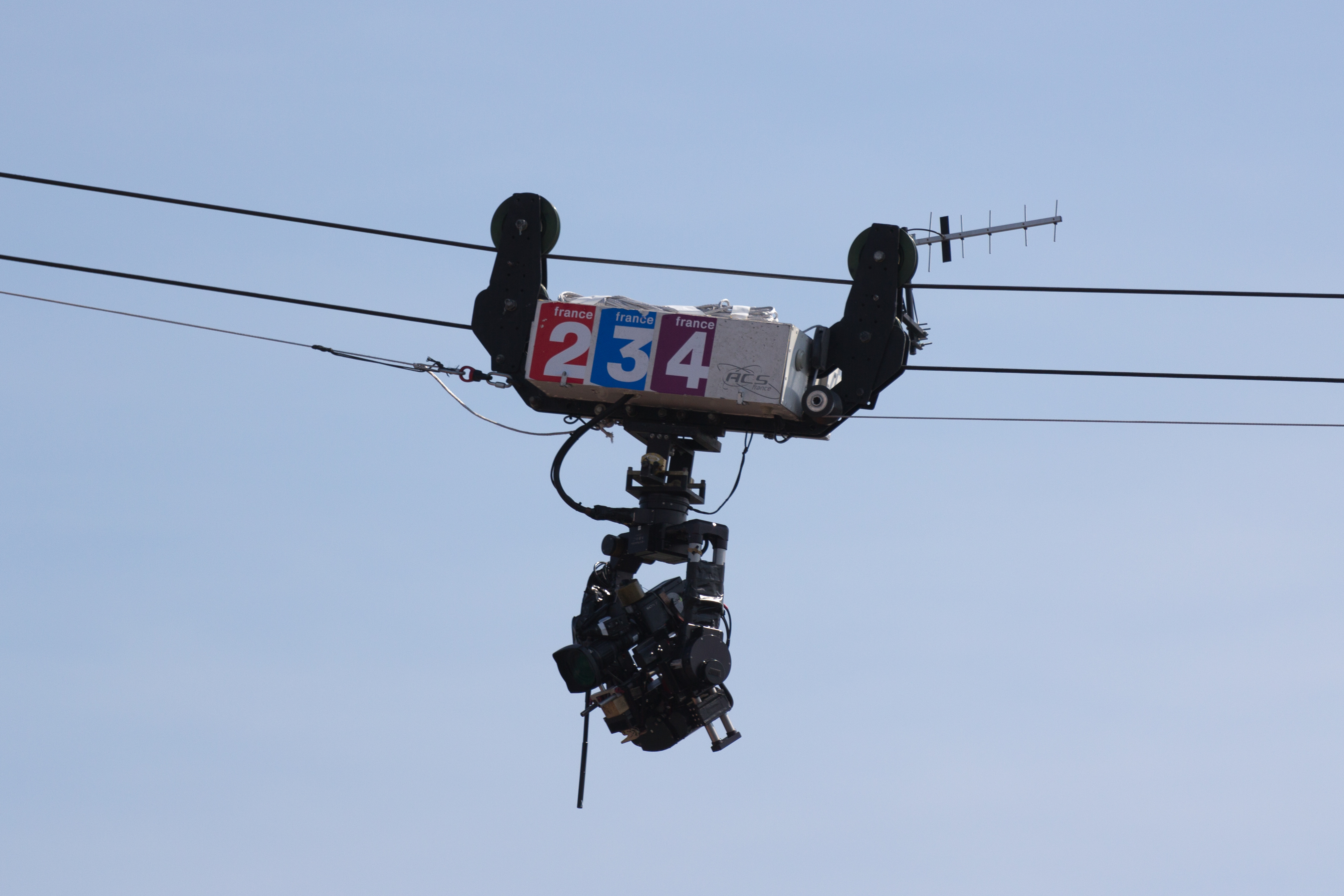
Une cablecam au-dessus du court Philippe-Chatrier du stade Roland-Garros

Une caméra tyrolienne (en anglais cablecam ou skycam) est un système télécommandé permettant de déplacer une caméra dans l'espace au moyen de câbles. Skycam est une marque déposée, le terme « skycam », par antonomase, est aujourd'hui utilisé pour désigner les divers systèmes similaires.

## Historique
Le Skycam flying camera system est un système mis au point par l'Américain Garrett Brown (l'inventeur du Steadicam en 1972), qui a reçu pour cette invention un Oscar scientifique et technique en 2005. Skycam a été vendu à Winnercomm, Inc. en 2004, entreprise rachetée en janvier 2009 par Outdoor Channel Holdings, Inc. en même temps que Cablecam (qui est également une marque déposée - système inventé par le canadien Jim Rodnunsky). En mai 2013, Skycam et Cablecam ont été vendus à Kroenke Sports & Entertainment, LLC (KSE) en même temps qu'Outdoor Channel Holdings.

## Présentation
Il existe plusieurs sortes de « skycams ». Le nombre de câbles utilisés, le nombre de points d'accroche, le type de chariot, qui comprend ou non la tête caméra, diffère selon les modèles.
Certains de ces systèmes peuvent accueillir une tête gyrostabilisée, comme la Scorpio Stab, la Libra, la gyron Stabc compact ou la cinéflex.
Le skycam est utilisé notamment dans les stades de football, et a été utilisé dernièrement en Europe lors des championnats d'Europe d'athlétisme à Barcelone en juillet 2010 et des Internationaux de France de tennis de Roland-Garros de 2011 et 2012.
Les « travelling cable » sont couramment utilisés sur de nombreux matchs de la National Football League (NFL) aux États-Unis. 
Le système Cablecam en particulier se compose d’une plate-forme qui, dans sa version 3D, est capable de se déplacer dans les trois axes (X, Y, Z) grâce à un système de poulies et de câbles tractés par des moteurs (un moteur pour chacun des axes). Un premier opérateur gère la plate-forme au moyen d’une télécommande joystick. Un second opérateur prend en charge les mouvements de la tête caméra. Lorsqu’il s’agit de prises de vues vidéo, une fibre optique apporte le signal SD ou HD jusqu’à la régie. 
Le système Cablecam 3D est capable d’atteindre des longueurs de 900 m[réf. nécessaire] et des hauteurs quasi illimitées[évasif]. Sa vitesse de déplacement atteint 60 km/h[réf. nécessaire].

## Galerie de photos

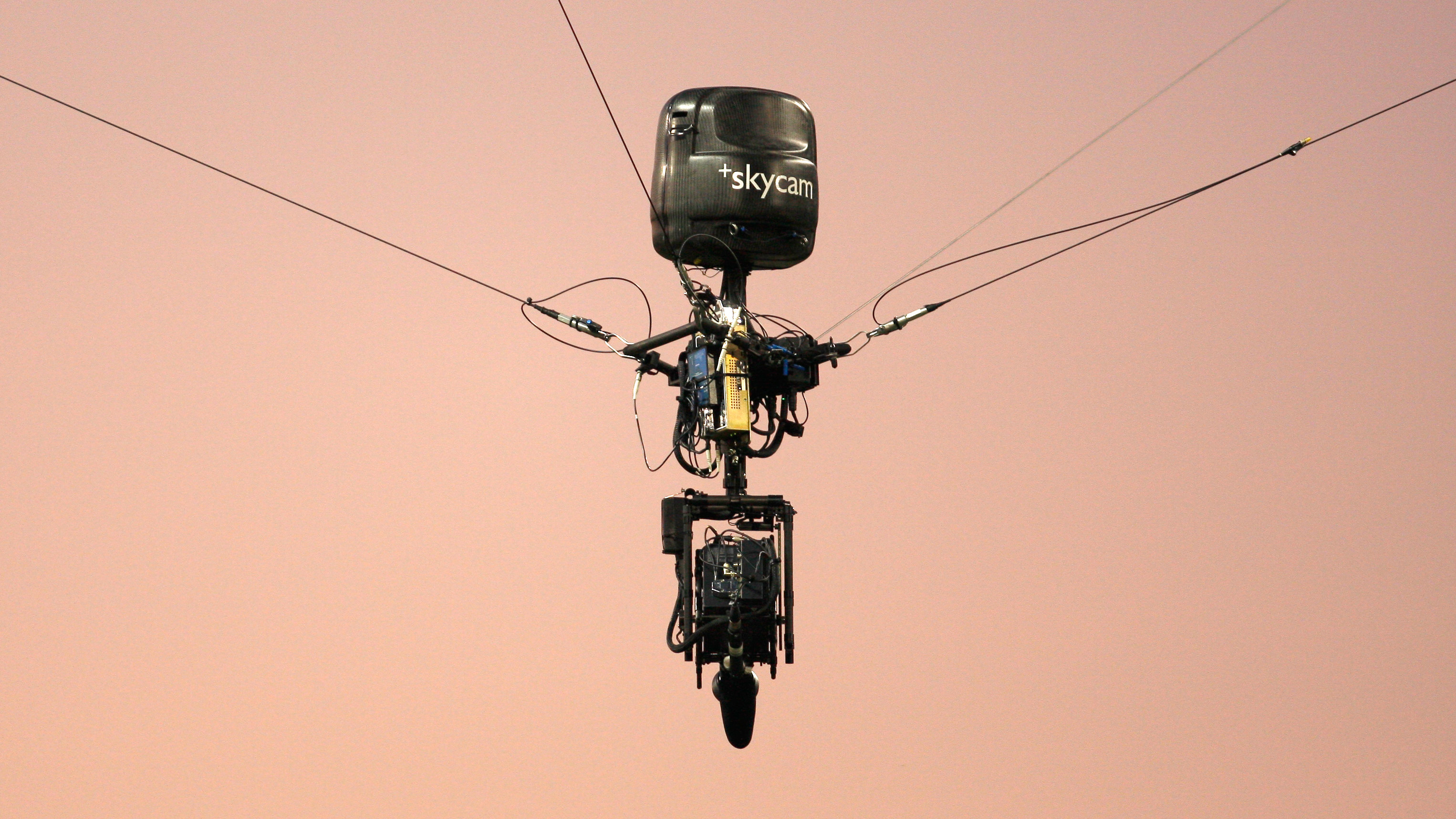
Skycam dans un stade de Seattle
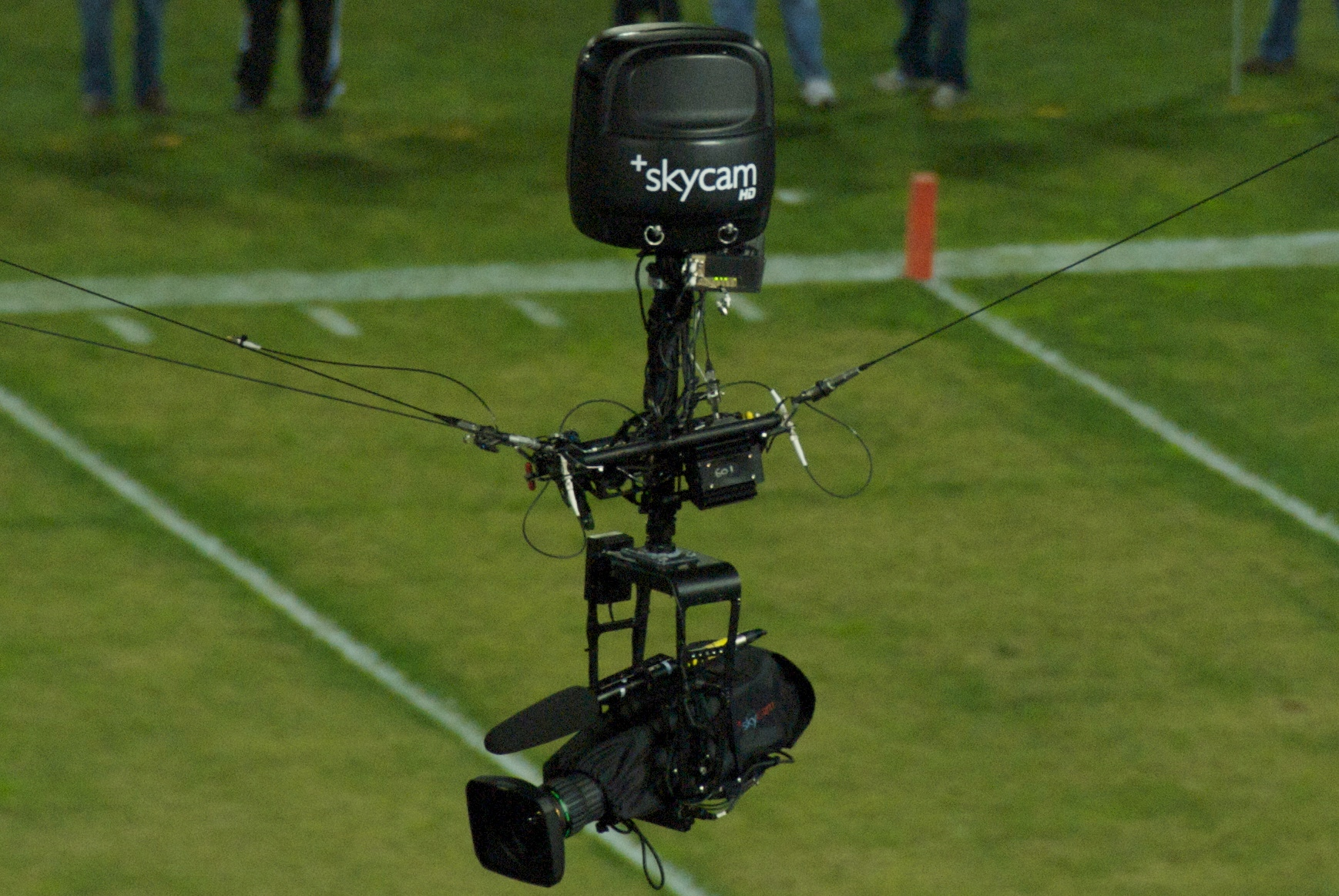
Une skycam au Stanford Cardinals Stadium
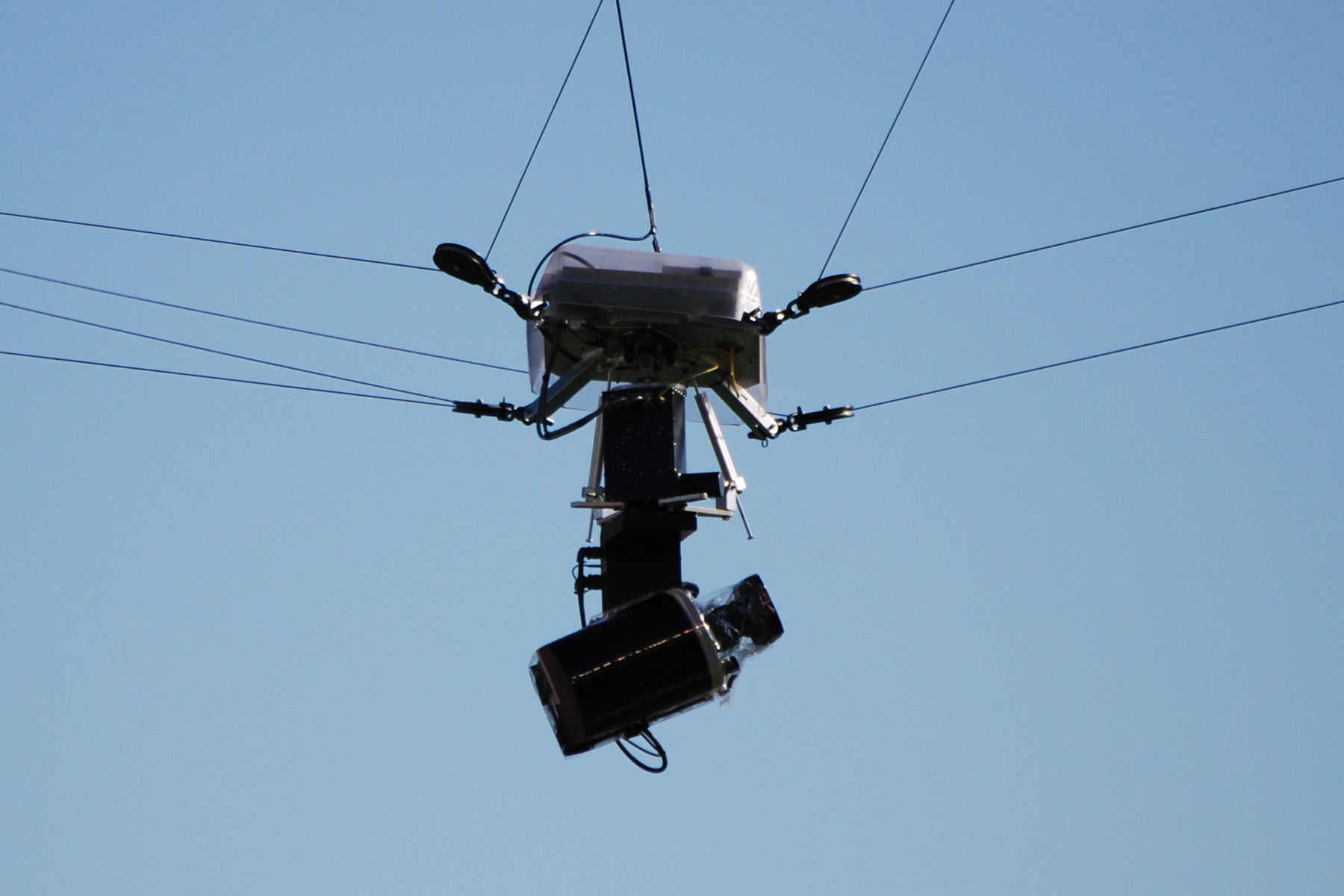
Une skycam au stade du Cotton Bowl